# Amsterdams busmaterieel (1949-1966)
Dit artikel gaat over het Amsterdams busmaterieel in de periode 1949-1966. Alle genoemde bussen zijn in de blauwe kleur in dienst gesteld, behalve de 155-160, die waren wijnrood. Wanneer nummers tussen haakjes staan wil zeggen dat bussen later zijn vernummerd.
| Nummers                                | Bouwjaar                         | Model                                                   | Bijzonderheden | Afbeelding |
| -------------------------------------- | -------------------------------- | ------------------------------------------------------- | --- | --- |
| 158-172, 173-187                       | 1949, 1950                       | Kromhout TB6/Verheul                                    | De motor bevond zich voorin naast de chauffeur. De bijnaam was 'omvormer' die te danken was aan de nieuwe manier waarop de kracht van de motor op de wielen werd overgebracht, namelijk via olie. Buiten dienst 1959: 158-166, 168-173 1961: rest | Bus 181 |
| 1                                      | 1950                             | AEC Regal Mk. IV/Park Royal Vehicles\|Park Royal        | Een AEC-proefbus die naar Brits voorbeeld is gebouwd reed in 1950 bij het GVB en was voorzien van een underfloor motor. Hij heeft ook op proef in Den Haag bij de HTM, in Noord-Brabant bij de BBA en in Gelderland bij de GTW gereden. In Den Haag werd deze wagen de "builenbus" genoemd omdat veel passagiers hun hoofd stootten aan de lage bagagerekken. | |
| 1-20                                   | 1953                             | AEC/Leylandbussen                                       | Tussen 1953 en 1957 schafte het GVB maar liefst 207 nieuwe bussen aan met grotendeels dezelfde carrosserievorm (geknikte voorruit) en een underfloor motor. Verder hadden ze een enkele instapdeur en een dubbele uitstapdeur voor de vooras. Ze waren grotendeels gebouwd door Verheul en werden later aangeduid als "blauwe bussen". In 1953 kwam de eerste serie AEC-bussen in dienst. De 1-20 hadden een capaciteit van 80 personen en een voorbord/zijlat met lijnnummer en eindbestemming (in plaats van filmrollen). Om doublures te voorkomen werden de Utrechtse tramwagens 1-12 vernummerd tot 301-312. Buiten dienst 1968: 5, 10, 11 1969: rest | Bus 1 |
| 55-64                                  | 1953                             | Kromhout TB50/Verheul                                   | Deze tien bordbussen waren vrijwel gelijk aan de 1-20 op de motor van Kromhout en het koetswerk van Verheul na. Ze zijn in 1968 buiten dienst gesteld. | |
| 21-32                                  | 1954                             | AEC Regal Mk. IV/Verheul                                | Deze tweede AEC-serie was als eerste van lijn- en richtingfilms voorzien. Deze filmbussen ter onderscheiding van de bordbussen waren zes jaar vaste wagens op lijn 21. Buiten dienst 1968: 23 1969 rest behalve 25 (1970). | |
| 188-199                                | 1954                             | AEC Regal Mk. IV/Verheul                                | Speciaal voor lijn 14 (die is ingesteld ter vervanging van de NZH-lokaaldienst Sloterdijk – Spuistraat) werd deze serie AEC's afgeleverd. Ze waren een stuk langer dan hun voorgangers en hadden een capaciteit van 95 passagiers. Met het oog op de (nooit gerealiseerde) conducteursbediening hadden ze een dubbele voordeur. De 194 werd in 1968 verkocht aan een fabrikant van luxaflex die de wagen wit schilderde, het interieur verwijderde en als demonstratiewagen in gebruik nam. De bus werd in 1974 door een particulier gered en zou museumbus worden. Hiervoor was zelfs een geldfonds opgericht. Desondanks verdween de bus vanwege ruimtegebrek en zijn slechte toestand alsnog naar de sloper. Buiten dienst 1968: 188, 197 1969: rest. | Bus 195 |
| 65-70                                  | 1955                             | Kromhout TB50/Verheul                                   | Speciaal voor lijn 11 (die tot de verbussing met losse trams reed) kwam er in 1955 nog een Kromhoutserie van zes bussen. Opvallend was het witte stuurwiel. De capaciteit van deze serie was 80 personen. Op 14 januari 1960 kwam de 65 bij de watersnoodramp in Tuindorp Oostzaan opgesloten te staan na een dijkdoorbraak in Zijkanaal H en liep daarbij geheel onder water. Ondanks de zware schade werd de bus hersteld. Buiten dienst 1968. | Bus 65 |
| 71-85                                  | 1955                             | Leyland Royal Tiger Worldmaster/Verheul)                | Speciaal voor de verbuste tramlijn 12 werd deze serie van vijftien Leylands in dienst gesteld. Net als de 188-199 hadden ze een dubbele voordeur. Door deze bredere deur was hierdoor, net als bij de 188-199, een 3-persoons langsbank boven de voorste wielkast aangebracht. Buiten dienst 1968: 73, 75-78, 80-85 1969: rest. | |
| 33-52 (163-182)                        | 1956                             | AEC Regal Mk. IV/Verheul                                | Deze serie van 20 bussen die vanwege de preselectieve versnellingsbak ook wel 'voorverkiezers' werden genoemd kwamen in dienst op lijn E. Toen tramlijn 17 in november 1956 werd verbust verhuisden ze al snel naar deze lijn omdat ze beter waren bevonden dan de eerst gedachte, iets nieuwere, lage tikkers. De 49-52 hadden een "buitenvergunning" en reden naar het Amsterdamse Bos. In 1963 werden de 38 en 45 tijdelijk verhuurd aan de CVD in Nijmegen. De 33-37, 39, 41 en 46 waren lange tijd lesbus. In mei 1970 werden de 42, 49, 50 en 51 verhuurd aan de Enhabo voor eigen diensten. In 1970 werden ze vernummerd tot 163-182. In de winterdienst 1971-1972 werden alle voorverkiezers, behalve de 163, 166, 167, 169 en 171, voor een jaar verhuurd aan de Enhabo. Het interieur van de 33-52, 86-105, 200-244 en 250-294 was gelijk. Voor afvoer stonden enkele wagens hun bankjes af aan de door zwemschool de Watergeus overgenomen ex-Utrechtse duikboten 65-67. Buiten dienst 1972: 167,170, 174, 175 1973: rest. | . |
| 86-105                                 | 1956                             | Kromhout TBZ100/Verheul                                 | Deze serie van 20 bussen werd vanwege het schakelsysteem ook wel 'tikkers' genoemd. Ze waren speciaal voor de te verbussen tramlijn 17 aangeschaft maar omdat lijn 17 bij de komst van de 86-105 nog als tram met losse drieassers reed hebben ze hier nooit dienst op gedaan. De 86-90 hadden een "buitenvergunning" voor trajecten buiten de gemeente Amsterdam, en dus verschenen ze ook op lijn 55 naar de Bijlmermeer. Buiten dienst 1969: 101, 103, 104 1970: 89, 91-93, 97, 98, 102, 105 1971: rest. | |
| 200-224, 225-244                       | 1957                             | (AEC Regal Mk. IV/Den Oudsten, AEC Regal Mk. IV/Verheul | In 1957 werden er twee series van in totaal 45 AEC's afgeleverd; de Den Oudstens 200-224 en de Verheuls 225-244. In de zomer van 1962 werden de 210, 214, 216, 242 en 243 verhuurd aan de GTW in Doetinchem (onder de nummers 10, 14, 16, 42 en 43) voor aangepaste streekdiensten. In 1969 werd het GVB aandeelhouder van de Enhabo en ging vanaf toen materieel verhuren en verkopen. De 213, 214, 217, 228 en 240 werden okergeel geschilderd en vernummerd tot 88-92. Twintig andere exemplaren (211, 215, 216, 218, 220-223, 232-239, 241-244) werden verhuurd, maar behielden hun nummer ook nadat ze met terugwerkende kracht werden verkocht. In mei 1974 reden bij het GVB de laatste exemplaren in dienst. Bij de Enhabo reden de laatste exemplaren in juni 1975. De 200 en 244 werden museumbus. Buiten dienst 1972: 201, 203, 207, 226 1975: 221, 232, 236, 243, 244 rest 1973 en 1974. | De Enhabo/GVB 244 van het Haags Bus Museum.                                                                    |
| 250-294                                | 1957                             | Kromhout TBZ100/Verheul                                 | In 1957 kwam er een tweede serie van 45 'tikkers'. Net als de monocontrols stonden een groot aantal wagens twee jaar belastingvrij op non-actief voordat ze in dienst kwamen omdat men feitelijk te veel nieuwe bussen had gekocht. In 1963 werden de 267, 269, 273-278, 281, 284 en 292-294 voor een jaar aan de RET te Rotterdam verhuurd; ze werden er okergeel geschilderd en in willekeurige volgorde vernummerd tot 616-629. De 286-290 hadden een buitenvergunning voor het rijden buiten de gemeentegrens. Vanaf 1968 kregen ook de 283-285 en de 290-294 deze vergunning. In 1972 begon de afvoer en de laatste wagens reden in mei 1974. De 281 werd museumbus bij de MUSA. Buiten dienst 1972-1974. | Bus 281 |
| 245, 246                               | 1957                             | AEC/Verheul-Kassbohrer                                  | In januari 1957 nam het GVB op proef twee gelede bussen in dienst, met aanvankelijk een conducteursplaats in het achterstuk. Ze hadden drie enkele deuren en een dubbele instapdeur bij de conducteur. De passagiers moesten in tegenstelling tot de andere bussen achterin instappen. Voorts hadden ze 2 nooddeuren. Ze reden aanvankelijk op lijn 17 maar later op lijn 18. Daarna schoven ze door naar lijn 20/47, 48 en 21 ('s zaterdags). Begin jaren zeventig verloren ze de conducteursplaats. Na de buitendienststelling van de 246 reed de 245 op 18 januari 1975 voor het laatst. Daarna deed hij nog mee aan de jubileumparade ter gelegenheid van 75 jaar GVB. Met 18 jaar dienst is de 245 tot op de dag van vandaag de langst dienende GVB-bus geweest. De 245 werd museumbus maar is niet langer rijvaardig. | Bus 245 |
| 110-149 (150, 531-570; AEC/Verheul VB) | 1961                             | AEC/Verheul VB)                                         | In 1961 schafte het GVB veertig Verheul VB-bussen aan zoals die ook in dienst waren bij Maarse & Kroon (Leyland), GTW (AEC) en BBA (AEC). Vanwege de als noviteit aanwezige luchtvering werden ze 'luchtbussen' genoemd. In 1962 en 1963 stond de helft van de serie belastingvrij buiten dienst. Ze reden voornamelijk op lijn 14 en 23. Vanaf 1968 werden de 'luchtbussen' wijnrood geschilderd (117 was de eerste, 149 begin jaren zeventig de laatste). In 1974 volgde de omnummering tot 531-570 nadat de 110 twee jaar eerder tot 150 was vernummerd vanwege de komst van de CSA 1-serie 46-110. In 1976 werd de helft van de serie aan de sloper verkocht. De resterende wagens 535, 541-546, 552, 553, 556-558, 560, 562 en 564-569 reden nog tot mei 1977. De 535 (ex-115) was al naar de sloper afgevoerd, maar werd teruggehaald en werd museumbus. Inmiddels is de bus omgebouwd tot GTW museumbus. | Bus 111 · Bus 558 (ex 138) als stad-in-express op de Dam in 1976                                               |
| 150-152                                | 1961                             | Austin 2KBD/Verheul                                     | In 1961 nam het GVB de GTW-micro's 696-698 van de stadsdienst Deventer over. Ze werden in aansluiting met de luchtbussen als 150-152 genummerd en reden op lijn 31 totdat de eigen micro's vanaf 1964 in dienst kwamen. De 152 (ex GTW 698) werd na afvoer verkocht aan het circus Toni Boltini | |
| 153-160 (573-580)                      | 1964 (153), 1966 (154) 1967 rest | DAF B1100DA406/Verheul                                  | Speciaal voor het GVB ontwierp Verheul een DAF-microbus waarbij de motor zich vooraan naast de chauffeur bevond. De 153 en 154 waren nog blauw maar vanaf de 155 werden ze wijnrood geschilderd. 153 en 154 werden dat later ook. Ze waren bestemd voor lijn 30 in Landelijk Noord maar reden incidenteel ook op andere lijnen. Ruim vooruitlopend op de komst van nieuwe bussen werden de 153-160 op 3 maart 1974 tot 573-580 vernummerd. De 573 en 574 werden op 1 juni 1975 aan de Enhabo verkocht waar ze voor de derde keer een andere kleur kregen, ze werden okergeel en kregen de Enhabo-nummers 70 en 75. Ze reden op de z.g. zwakke lijnen en werden af en toe teruggeleend door het GVB in tijden van materieeltekort. De 576 raakte op 8 oktober 1975 te water en liep daarbij onherstelbare schade op. De 580 overkwam een jaar later hetzelfde. Deze bus was tevens deelnemer aan de jubileumparade van het GVB in 1975. Bij het GVB bleven de 577-579 nog in dienst totdat ze op 8 april 1978 werden vervangen. De 575, 578 en 579 gingen naar touringcarbedrijf Kapteijn in Schagen voor dienst op de stadslijnen van Den Helder. De 577 werd museumbus maar werd later alsnog afgevoerd. Enhabo 75 (ex-574) werd ook museumbus en kreeg weer zijn oude nummer 154 terug en bestaat nog steeds. | Bus 153 · Bus 154                                                                                              |
| 5354-5374, 5377, 5414                  | 1965                             | Leyland-Verheul LVS                                     | In 1965 huurde het GVB de gloednieuwe stadsbussen 5354-5374 van het type LVS (de laatste voorloper van de standaard streekbus), nog voordat ze bij hun eigenaar NZH in dienst kwamen. Ze behielden hun NS-nummers en werden voorzien van de aanduiding GVB. Ze reden vanuit Garage West op onder andere lijn 18, 26 en 29. Daar het onderhoud plaatsvond bij de NZH in Haarlem was er ook een ruilwagen aanwezig; in oktober 1965 was dat de 5377 (met Bolramer-achtige voorruit) en in februari 1967 de 5414 uit de vervolgseries. Met de komst van nieuwe bussen keerden de grijze 5354-5374 terug naar de NZH; ze werden geel geschilderd en bleven op het Haarlemse stadsnet rijden tot 1979. De 5372 is museumbus bij het NZH-Vervoermuseum te Haarlem. | De grijswitte museumbus NZH-bus 5372 van het NZH-Vervoermuseum te Haarlem heeft twee jaar bij het GVB gereden. |